# Gerendai Károly
Gerendai Károly (Budapest, 1970. július 18. –) magyar vállalkozó, kulturális menedzser és fesztiválszervező, aki leginkább a Sziget Fesztivál alapítójaként ismert. 1993-ban indította el a Szigetet, amely azóta Európa egyik legnagyobb zenei fesztiváljává nőtte ki magát. Emellett gasztronómiai téren is jelentős szereplő, hiszen több  Michelin-csillagos étterem, köztük a Costes tulajdonosa.. Alapítója, szellemi atyja és vezetője a Szeretem Magyarországot klubnak. Elkötelezett a kultúra és a gasztronómia iránt, és munkásságával jelentős hatást gyakorolt Magyarország turizmusára. A kultúrában és üzleti életben elért eredményeiért számos elismerésben részesült.

## Életpálya
1970-ben Budapesten született, gyermekkorát Gödöllőn töltötte. Miután szülei elváltak, 10 éves korában Budapestre költözött édesapjával, aki mérnökként dolgozott. Nemesi felmenőkkel rendelkező, értelmiségi családban nőtt fel. Szakítva a nagypolgári milliővel, már 17 évesen külön költözött és önálló életet kezdett. 1988-ban a Kaffka Margit Gimnáziumban (ma Szent Margit Gimnázium) érettségizett, de miután elköltözött szüleitől az iskola mellett dolgozni kezdett. Bár diplomát sosem szerzett, mégis a legelismertebb kulturális, turisztikai és gasztronómiai szakemberek között tartják számon. Több felsőoktatási intézmény rendszeres előadója. Egyik legelismertebb hazai kultúraszervező és vállalkozó, aki megannyi területen bizonyította rátermettségét és kiváló üzleti érzékét.
Pályafutását plakátragasztóként és turnémenedzserként kezdte, majd különböző hazai együtteseket menedzselt (Lord (1990–1991) és a Sziámi együttes (1991–1994). Ezzel párhuzamosan hanglemezkiadóknál (Magneoton, Extraton) dolgozott, eleinte szervezőként és terjesztőként, később vezető beosztásban is. 1993-ban, 22 évesen, ismerőseivel, barátaival hozta létre a Sziget Fesztivált, amely mára Európa egyik legnagyobb zenei rendezvényévé vált. Azóta számos más sikeres projektet indított el, és vállalkozásai több területen is piacvezetővé váltak.
Gerendai Károlyt a maximalizmusa, munkabírása, higgadtsága, nyitottsága, közvetlensége, valamint innovatív gondolkodása emelte kiemelkedő üzletemberré, bár tevékenységeiben gyakran az érzelmi alapú hozzáállása dominál.
Munkássága három fő területre osztható, érdeklődési körből fakadó vállalkozások, üzleti célú befektetések és társadalmi szerepvállalás. Szenvedélyes világutazó, aki már közel 100 országban járt, és sokszor innen meríti inspirációit. Számos esetben a vállalkozásainak társadalmi haszna is kiemelkedő, mivel az értékteremtés és a tehetségek/jó kezdeményezések felkarolása kiemelten fontos számára.

## Vállalkozások

### Érdeklődési köréből fakadó vállalkozások
Fő érdeklődési területei a kultúra, turizmus és gasztronómia, ezért a vállalkozásai is alapvetően ezen területeken működnek.
22 évesen, 1993-ban Müller Péter Sziámival, megalapítja a Sziget Kulturális Menedzseriroda Kft-t (jelenleg Sziget Kulturális Menedzser Iroda Zrt.). A cég számos hazai és nemzetközi fesztivál megvalósítójaként vált a régió legnagyobb és legismertebb rendezvényszervező vállalkozásává. Vezetése alatt a Sziget Fesztivál Közép-Európa legnagyobb multikulturális fesztiváljává, a világon is Top 10-es kategóriájú eseménnyé nőtte ki magát. Gerendai fő tevékenysége 1993 és 2017 között a rendezvényszervezés, hiszen nem csak alapítója és társtulajdonosa a Sziget Kft-nek, hanem ügyvezető igazgatója is.
A Sziget cég projektjei:
- 1993 - Sziget Fesztivál (Budapest, Hajógyári-sziget)
- 1996 - 2001 Wanted Fesztivál (Mezőtúr)
- 1999 - 2009 Szenvedélyek Napja
- 1999 - 2005 Sport Sziget
- 2000 - 2006 Budapest Parádé
- 2002 - 2011 Félsziget Fesztivál (Románia, Erdély, Marosvásárhely)
- 2002 - 2022 VOLT Fesztivál (Sopron)
- 2002 - Gyerek Sziget (Budapest, Hajógyári-sziget)
- 2007 - Balaton Sound (Zamárdi)
- 2008 - 2012 Magyar Dal Napja
- 2010 - 2011 StarGarden Fesztivál (Budapest)
- 2011 - Gourmet Fesztivál (Budapest)
- 2013 - Strand (Zamárdi)
- 2013 - 2020 Be My Lake
- 2013 - Rock’n Coke (Törökország, Isztambul)
- 2013 - 2014 Fridge Fesztivál (Ausztria, Bécs, Kaprun)
- 2024 – VIBE Budapest (Budapest, Széchenyi tér)[7]

A Sziget Fesztivál 1993-ban kerül először megrendezésre, akkor még Diáksziget néven. Azon felül, hogy európai megmérettetések során többször is elnyerte a legjobb nagyfesztivál díját, mára már a világ egyik legjelentősebb multikulturális rendezvénye. Több százezeres nagyságrendű külföldi látogatóval, ma Magyarország legjelentősebb turisztikai attrakciói közé tartozik. Az évek során a Sziget cég tulajdonosi köre többször is változott, de az állandó elemet közel 30 éven át (2022 végéig) ő képviselte. Cégtársai voltak még Szekfű Balázs (1993-1994), Müller Péter Sziámi (1993-2008), Takács Gábor (1998-2022), Kedves Ferenc (2008), az Econet Nyrt. (2009-2013), Lobenwein Norbert (2009-2022), Fülöp Zoltán (2009-2022). Még Gerendai vezetése alatt a Sziget Zrt. 51%-os tulajdonosa lett a Snowattack és Beachattack rendezvényeket szervező MEEX cégnek. Szintén ügyvezetői munkássága során lett a Sziget Zrt. társtulajdonosa a FestiPay Zrt. vállalkozásnak, amely elsősorban rendezvények készpénzmentesítésének és fizetési megoldásainak kivitelezésével foglalkozik, ma már számos országban.
2017-ben, 25 év aktív szervezőmunka után átadja a cég vezetését az általa kiválasztott utódjának, Kádár Tamásnak, és visszavonul a fesztivál szervezéstől. Még ebben az évben eladja a cég 70%-át egy amerikai befektetési alap (Providence Equity Fund) fesztiválokra szakosodott leányvállalatának (Superstruct Entertainment). 2020-ban és 2021-ben a Covid-19 világjárvány miatt elmaradnak a fesztiválok, ami a tulajdonosoknak több mint 1,5 milliárd forintos veszteséget okozott. Ennek hatására 2022-ben a cég maradék 30%-át is értékesíti a korábbi vevőknek.
A 2000-es évektől kultúraszervezői tevékenysége mellett szakmai és vállalkozói érdeklődése egyre aktívabban halad a gasztronómia felé. Az első próbálkozások még szélesebb vendégkörnek szólnak, de egyre inkább elbűvöli a fine dining, a Michelin-csillagos éttermek világa, ezért fejébe veszi, hogy megpróbálja Magyarországon is meghonosítani a világszínvonalú éttermi vendéglátást. A kompromisszumokat elutasító, maximalista hozzáállással sikerül is kivívniuk 2009-ben a Ráday utcai Costes Étteremmel az első hazai Michelin-csillagot, ami mondhatni kisebb gasztro forradalmat indít be hazánkban. Ennek jegyében aztán Gerendai is sorban nyitja vendéglátóipari vállalkozásait: Sziget Café, Buena Vista Étterem, Costes Restaurant, Costes Downtown, Costes Beach Club, Rumour, Nudli, Costes Izakaya, Digó Pizza, Kismező, LupaEvent Hall, Costes Szigliget pop-up étterem, Costes Catering, Lizsé Bisztró, MÁK restaurant. 2024-ben a Costes Csoport újabb projektjei közé tartozik a Kádár Étkezde újraélesztése (a Covid idején bezárt budapesti étkezde brandjének és ingatlanjának megvásárlása, 2025-re tervezett nyitással), valamint a Costes Ypsilon megnyitása alsóörsi luxuskikötőben. A vállalkozásokkal 2025-re a Costes Csoport már 15-20 éttermet üzemeltet 180 alkalmazottal, éves forgalma pedig meghaladja a 2 milliárd forintot.
A kulturális és turisztikai érdeklődése mentén kezdett szórakozóhelyek, kulturális intézmények és turisztikai attrakciók fejlesztésébe és üzemeltetésébe (Kultiplex; Budapest Park; Akvárium Klub; Dunaj Klub, Pozsony; Óriáskerék, WAMP; Lupa Beach), de adott ki popkulturális (Wanted, Wan2) és programajánló (Time Out, Pesti Est) magazint, illetve volt producere tévés produkciónak (TV Sziget) is.

### Befektetési célú vállalkozások
A Sziget cégeladás kapcsán a vételár egy részéből további befektetéseket eszközölt. Ehhez megalakítja a GK Invest vagyonkezelő vállalkozását, amely a befektetéseit kezeli. Ezen befektetései már olyan vállalkozások, amelyek tevékenysége már nem feltétlenül tartozik az alapvető érdeklődési körébe, de a kiválasztási szempontoknál még itt is fontosabbnak gondolja a személyes jó kapcsolatokat, mint az elérhető profitot, ezért ezen cégek közös nevezője az volt, hogy korábbi jó ismerősei által működtetett cégekbe társult be befektető partnerként. Ilyen a Dorsum Informatikai Fejlesztő és Szolgáltató Zrt. (8 országban jelenlévő informatikai fejlesztő és szolgáltató cég), és az Octogon Ventures Kft. (kockázati tőkebefektetéssel, magyar, valamint régiós startupokkal foglalkozó cég).
2022-ben egy fenntarthatósággal foglalkozó rendezvényen tartott előadása után ismerkedett meg a Bibo Franchise Kft. (környezettudatos termékek fejlesztésével, gyártásával és forgalmazásával foglalkozó kft) alapító tulajdonosával (Juhász András), akinek a vendéglátás kizöldítésével kapcsolatos innovatív elképzelései annyira lenyűgözték, hogy végül nemcsak az érdekeltségei kezdtek el együttműködni velük, hanem be is társult a vállalkozásba. Itt azonban már nem csak befektetőként működik közre, hanem kapcsolataival, tapasztalataival is segíti a cég fejlődését. Azóta a cég jelentős piaci növekedésen ment keresztül és 2024-ben már spanyol leányvállalatot is alapítottak.
A Covid-19 járvány jelentős kihívások elé állította Gerendai vállalkozásait, több mint 1,5 milliárd forintos veszteséget okozva. Ennek ellenére, a GK Invest Kft. 2020-ban 186 milliós adózott eredményt ért el.

### Társadalmi célú vállalkozások
Gerendai közéleti és társadalmi felelősségvállalás mentén részt vállal kulturális és szociális szervezetek alapításában, működtetésében, továbbá mentori, oktatói és tanácsadói tevékenységeket folytat (Music Hungary, Szeretem Magyarországot, MédiaUnió, Broadway Egyesület, Pannon Gasztronómiai Akadémia, Magyar Gasztronómiai Egyesület, Bocuse D’or Akadémia, Alkoss Szabadon Alapítvány, Borászok Borásza Alapítvány, Szemlélek Magazin, MOME Konzisztórium, Rajk Kollégium, Forbes Business Klub). Mentori tevékenységei:
- 2012 - a Bankárképző intézet mentorprogramjának mentora[15];
- 2019 - a JÉG (Jövőt Építők Generációja) szervezet mentora;
- 2022 - ben a Menedzserek Országos Szövetségének mentor programjában is részt vállalt;
- 2025 - továbbra is aktív mentor a Bankárképző Mentorprogramban[16].

Aktív és rendszeres támogatója a Bátor Tábor, az Autistic Art, a Mosoly és a Városmajor 48 Irodalmi Társaság alapítványoknak. Kortárs képzőművészeti gyűjteményéből számos alkotás az éttermei és vállalkozásai falait díszíti, melyek ezáltal a széles közönség számára is elérhetővé válnak, de több kiállítást is tartottak már a Gerendai gyűjteményből szemezgetve (Godot Galéria, Esernyős Galéria), illetve rendszeresen kölcsönöz műveket múzeumoknak és galériáknak is. Emellett támogatja a sporttal kapcsolatos művészeti kezdeményezéseket is, például az Alkoss Szabadon művészeti pályázat zsűritagjaként.

## Magánélete
Nős, 3 gyermek apja. Hobbijai az utazás, gasztronómia, kortárs képzőművészeti alkotások, valamint dupont öngyújtók gyűjtése. Gerendai szenvedélyes világutazó, már közel 100 országban járt. Az utazás annyira fontos számára, hogy azt nyilatkozta: „Az év felében már a világot szeretném látni”.
Kiemelten fontos számára a munka és a magánélet közötti egyensúly megteremtése, bár ez folyamatos kihívást jelent számára. 16 évesen döntött úgy, hogy a saját kenyerét fogja enni, és azóta is igyekszik olyan dolgokkal foglalkozni, amelyek érdeklik és értelmét látja.
Kortárs képzőművészeti gyűjteménye több mint 200 alkotásból áll, melyek között megtalálhatók efZámbó István, feLugossy László, Wahorn András, Aatóth Franyó, Ádám Zoltán, Nádler István, Bukta Imre, Fehér László, Mulasics László, Swierkiewicz Róbert és Szirtes János művei.

## Szakmai életút
- 1985 – 1988 Megalakítja és vezeti a Zenei és Rádiós Öntevékeny Kört a budapesti Kaffka Margit Gimnáziumban;
- 1986 - 1987 Ifjúsági Rock Klub indítása és működtetése a Gödöllői Művelődési Házban;
- 1987 - 1989 A gimnázium mellett plakátragasztóként dolgozik a Belvárosi és a Józsefvárosi Művelődési Házban, valamint jegyszedőként, roadként, alkalmi munkákat vállal koncerteken, rendezvényeken;
- 1988 - 1991 Plakátragasztóként és turné menedzserként dolgozik a Krokodil Kft-nél;
- 1989 - 1990 A Lord zenekar koncertszervezője;
- 1990 - 1991 A Magneoton Kiadónál szervező és hanglemez terjesztő;
- 1991 - 1993 Az Extraton Hanglemezkiadó vezetője;
- 1991 - 1994 A Sziámi zenekar menedzsere és koncertszervezője;
- 1993 - Társaival megalapítja a Sziget kft-t, és elindítják a kezdetben Diáksziget majd Pepsi Sziget 2001 óta pedig Sziget Fesztivál névre hallgató rendezvényt;
- 1993 - Megalakul a Sziget Csoport Kulturális Egyesület, melynek elnöke;
- 1994 - 1995 A Central Station elnevezésű országos ifjúsági klubhálózat alapítója és ügyvezetője;
- 1995 - 2009 A Wanted magazin, később WAN2 magazin alapítója és kiadója;
- 1997 Az ICBL kampány (Nemzetközi Kampány a Taposóaknák Betiltásáért) hazai koordinátora 1997-ben a Sziget Szervezőiroda volt, így ennek keretében megszervezték a témában a nemzetközi kampány egyik fő eseményét, az ICBL konferenciát, a Parlamentben és a városházán. Pár hónappal később a kampány és annak vezetője megkapta az 1997-es Nobel békedíjat;
- 1999 - 2022 Ügyvezetője az Ifjúsági Rendezvényszervező Kht-nak;
- 1999 - A MAKSZ (Magyar Koncertszervezők Szövetsége) alapítója és alelnöke;
- 1999 - 2002 Alapítója és alelnöke a Yourope elnevezésű európai fesztiválszövetségnek;
- 1999 - 2005 Alapítója és 2005-ig elnöke a Pesti Broadway Egyesületnek, amely a Liszt Ferenc tér és környéke fejlesztéséért jött létre;
- 1999 - 2009 Résztulajdonosa a Jókai 1. Ingatlan Befektetési Kft-nek;
- 1999 - 2003 társtulajdonosa az Óbudai szigeten szezonálisan működő Sziget Café-nak;
- 2000 - 2007 Társalapítója a Sziget.hu Informatikai Részvénytársaságnak;
- 2000 - 2008 Partnereivel megnyitja a Kultiplex Művelődési Házat, amely a budapesti romkocsmák előfutára volt és a ház 2008-as bezáratásáig innen működött a Tilos Rádió is;
- 2001 - 2006 Megnyitja a Liszt Ferenc téri Buena Vista Étterem és Kávézót, amelynek ügyvezetője és résztulajdonosa a 2006-os eladásáig;
- 2004 - 2005 TV Sziget televíziós műsorgyártó vállalkozás producere;
- 2005 - 2009 Életre hívója és koordinátora a PANKKK (Program A Kortárs Könnyűzenei Kultúráért) elnevezésű szakmai érdekegyeztető fórumnak, amely előkészítette majd felügyelte az elképzeléseik alapján kialakult – könnyűzenét támogató – kormányzati programot;
- 2005 - Alapítója, ügyvivője és kuratóriumi tagja a Szeretem Magyarországot Alapítványnak, amely egy sikeres közéleti (de nem aktívan politizáló) szereplőket tömörítő, zártkörűen működő klubot működtet Szeretem Magyarországot Klub néven;
- 2007 - 2010 Résztulajdonosa a Pesti Estet is kiadó EMG Kft-nek;
- 2008 - 2010 Az econet.hu NyRt igazgatóságának tagja;
- 2008 - 2009 A Time Out Budapest kiadványt kiadó vállalkozás résztulajdonosa;
- 2008 - Alapítója (Geszti Péterrel) és elnökségi tagja a Médiauniónak, mely a legnagyobb magyarországi média-összefogás. A Médiaunió célja, hogy a tagok „média erejével” jelenítsen meg közérdekű, társadalmi célú reklámokat, üzeneteket, évenként egy kiemelkedő nagyságrendű országos kampány keretében és ezzel valódi, mérhető tudatformálást végezzen;
- 2008 - Társaival megnyitja a Ráday utcában a Costes Éttermet, melynek célja, hogy meghonosítsa a világszínvonalú csúcsgasztronómiát Magyarországon;
- 2008 - Presser Gáborral elindítója a Magyar Dal Napja rendezvénysorozatnak;
- 2008 - Belép a Magyar Gasztronómiai Egyesületbe;
- 2011-2013 Főszervezője a legrangosabb hazai borversenynek a Pannon Bormustrának;
- 2012 - Többségi tulajdont szerez, majd 2014-ben 100%-ban átveszi a WAMP (Vasárnapi Művész Piac) elnevezésű, a legjelentősebb magyar design vásárokat szervező Vásárnap Kft-t;
- 2012-  Szigetes partnereivel megvásárolja a Meex rendezvényszervező cég és leányvállalata, a Festival Travel 51%-át;
- 2012 - 2023 A szlovák fővárosban, Pozsonyban, társaival megnyitja és működteti a Dunaj klub nevű kulturális centrumot és szórakozóhelyet, melyet 2023-ban új helyszínre költöztet;
- 2012 - Résztulajdonosa a legnagyobb fővárosi szabadtéri szórakozóhelynek, a Budapest Parknak;
- 2012 - A Bankárképző Intézet mentor programjának mentora;
- 2012 - Megalapítja a Music Hungary nevű szakmai konferenciát Egerben;
- 2013 - Budapest belvárosában a kezdeményezésére, társaival felállítják a Erzsébet-téri óriáskereket, amely azóta is évi több mint 500.000 látogatót vonz;
- 2014 - Kezdeményezője a Cseh Tamás, majd Hangfoglaló Program elnevezésű könnyűzenei kormányprogramnak;
- 2014 - Bécsben és Pozsonyban is elindítják a WAMP design vásárokat;
- 2014 – Társalapítója a Nagyszínpad elnevezésű „tehetségmutató” televíziós zenekari versenynek;
- 2015 – 2020  A MOME konzisztóriumi tagjává választják;
- 2015 - Társaival megnyitja a Costes Dowtown étteremet a belvárosi Prestige hotelben;
- 2016 – Megálmodja és belefog a Lupa Beach projekt megvalósításába, ahol először még bérlőként üzemelteti “Budapest Tengerpartját”, a Lupa-tó köré épített strand és sportkomplexumot;
- 2016 – Felkérik a budapesti Olimpiai Pályázati Bizottság védnökök testületének tagjai közé;
- 2017- Lakatos Péter befektető társával közösen megvásárolja azt a 100 hektáros területet, ahol a Lupa-tó található, hogy az ottani fejlesztéseket a saját területükön hajthassák végre;
- 2017 – 25 év után visszavonul a Sziget fesztivál operatív vezetésétől;
- 2017 - Társaival értékesítik a Sziget Kft-ben lévő tulajdonrészük 70%-át egy amerikai tőkealapnak;
- 2017 - Létrehozza a GK Invest Kft. vagyonkezelő vállalkozást;
- 2017 - Pannon Gasztronómiai Akadémia alapító és elnökségi tag;
- 2017 - Társaival megnyitja a Costes Beach Club-ot a Lupa-tónál;
- 2017 - 2019 A Rajk Kollégium tanácsadó testületi tagja;
- 2017 – Kezdeményezője és alapítója a Music Hungary Zeneipari Szövetségnek;
- 2018 – Résztulajdont szerez a fővárosi Akvárium Klubban;
- 2018 – Befektet a Dorsum Zrt. informatikai vállalkozásban;
- 2018 – Fővárosi Közfejlesztések Tanácsa szakmai védnöki testületének tagjává kérik fel;
- 2018 - Bocuse d’Or Akadémia elnökségi tag;
- 2019 - Digó Pizza társtulajdonos;
- 2019 - A JÉG (Jövőt Építők Generációja) szervezet mentora;
- 2019 - A Borászok Borásza Alapítvány kuratóriumi tagja;
- 2019 - Megnyitja az esküvőkre és rendezvényekre alkalmas Lupa rendezvényházat;
- 2020 - 2022 Jókuti Andrással megnyitja és üzemelteti Nudli Tésztakantint, amely magyaros tészta ételeket kínál;
- 2020 - Rumour néven Rácz Jenő sztárséffel közösen nyit éttermet Budapest belvárosában;
- 2020 - A Budapest Parkon keresztül tulajdonossá válik a Budapest Sört gyártó és forgalmazó vállalkozásban;
- 2021 - Costes szezonális pop up egység nyílik a szigligeti Várudvarban;
- 2022 - A Nudli helyén megnyitja az ázsiai stílusú fine bisztrót és bárt, a Costes Izakaya-t;
- 2022 - Befektetőként társul a Bibo Franchise Kft-be, ami egy környezettudatos termékeket fejlesztő, gyártó és forgalmazó hazai vállalkozás;
- 2022 - Alkoss Szabadon Alapítvány és Ifjúsági Alkotópályázat alapító kurátora;
- 2022 - A Szemlélek értékmagazin tanácsadó testületének tagjává kérik fel;
- 2022 - Társtulajdonosként megnyitja a Nagymező utcában található Kismező bisztrót;
- 2022 - A Menedzserek Országos Szövetségének mentorprogramjában is részt vállal;
- 2022 - Eladja a Sziget Kulturális Menedzser Iroda Zrt-ben megmaradt 30% részesedését is;
- 2022 - A Dunaj Klubbal átveszik a pozsonyi Unik Mlyny egyetemi klub működtetését;
- 2023 -  Forbes Business Club alapító tagja;
- 2023 - Dunaj Klub új, jelentősen nagyobb helyszínre költözik;
- 2023 - Costes Csoport és a Konyhakör megalapítják közös vállalkozásukat, a Costes Cateringet;
- 2023 - Társaival megnyitja a Lizsé Bisztró nevű helyet a Városligetben;
- 2024 - A Costes Csoport megvásárolja a MÁK étterem 50%-át[21];
- 2025 - A Costes Csoport 20 étteremmel működik[22].

## Díjai, elismerései

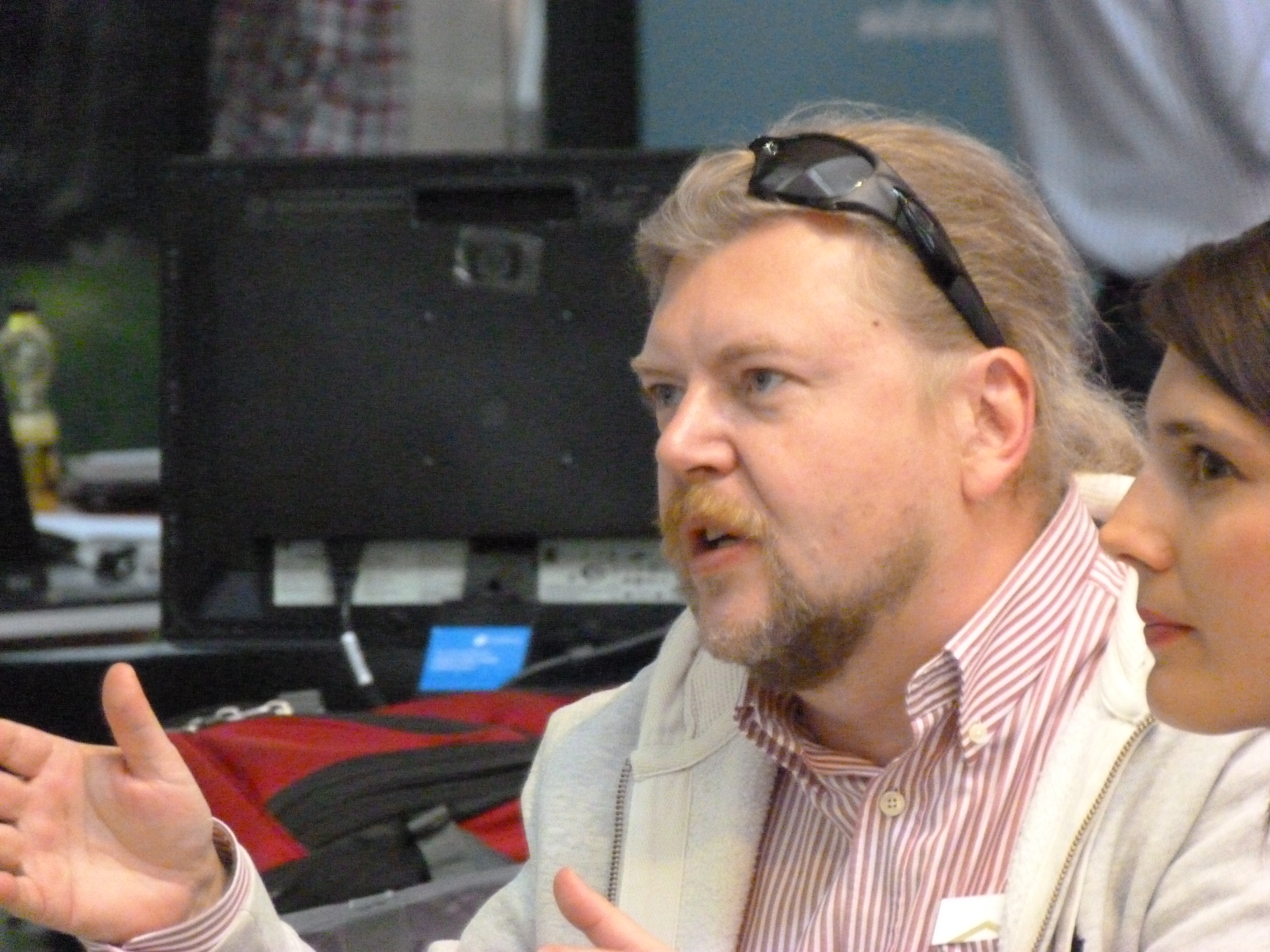
Gerendai Károly – 2015

Gerendai Károly eddigi tevékenységéért számos díjban és különböző fórumok elismerésében részesült.
- 1998-ban a Magyar Hírlap által felkért zsűri Az Év Emberének választja;
- 2000-ben Budapestért Díjat kap a fővárosi közgyűléstől a Sziget szervezéséért;
- 2001-ben az Ifjúsági és Sportminisztérium Arany Titán Díját kapja;
- 2002-ben A Magyar Köztársasági Érdemrend lovagkeresztje kitüntetést kapta „a Sziget Fesztivál létrehozása megszervezésében végzett kiemelkedő munkásságáért”;
- 2003-ban Gerendait beválasztották az „Év 50 Legsikeresebb fiatalja” közé;
- 2004-ben a Gazdasági és Közlekedési Minisztérium Pro Turismo Díjjal tünteti ki;
- 2005-ben az Év Vállalkozója Díjat kapja a Vállalkozók Szövetségétől;
- 2006-ban a Népszabadság Top Kiadványokban publikált „Az 50 legbefolyásosabb magyar” közé választja;
- 2008-2013-ig a Marketing&Media szaklap az 50 Legbefolyásosabb médiaszemélyiség közé választja;
- 2008-ban az Ernst and Young „Az év üzletembere”[1][23] ("Entrepreneur Of The Year") díját, a független bírálóbizottság döntése értelmében Gerendai Károly kapta;
- 2008 A két legelismertebb hazai minősítő fórum, az Alexandra Kalauz és a Dining Guide Magyarország, legjobb éttermének választotta a Costest;
- 2009-ben Artisjus díjat kapott a Magyar Dal Napja elindításáért;
- 2010-ben étterme, a Costes - első magyar étteremként – Michelin-csillagot kapott, majd a Gault Millau közép európai kiadványa 17 pontot szavaz meg nekik;
- 2010-ben kultúraszervezői tevékenységéért megkapja a a Magyar Köztársasági Érdemrend tisztikeresztjét.[23][24];
- 2010-ben Radnóti Miklós antirasszista díjban részesült;
- 2010-ben a Magyar Reklámszövetség Golden Brain díját kapja az "Év Megbízója" kategóriában;
- 2011-óta minden évben a Costes sikeresen megtartja a Michelin-csillagát, míg 2011-ben  Gault Millau már 18 pontra értékelte a az éttermet, ami Michelin-csillagra átszámolva 2-nek felel meg (ez, az egész közép-kelet európai régióban akkor a legmagasabb pontszámnak bizonyult);
- 2011-ben a Sziget elnyerte az Európa legjobb fesztiválja díjat a European Festival Awards-on;
- 2012-ben a Fővárosi közgyűlés újra Budapestért érdemérmet adományozott Gerendainak kultúraközvetítő tevékenységéért;
- 2012-ben a Sziget Szervezőiroda Balaton Sound nevű rendezvénye a „legjobb közepes méretű fesztivál” díjat nyerte az European Festival Awards-on;
- 2013-ban a B My Lake fesztivál bizonyult a legjobb új rendezvénynek a European Festival Awards-on;
- 2014-ben A Best of Budapest and Hungary gálán életműdíjat kap a gasztronómiai és turisztikai tevékenysége elismeréseként;
- 2014-ben a díj történetében először fordul elő ismétlés, amikor a Sziget fesztivál másodszor is megkapja a legjobb nagyfesztivál díjat a European Festival Awards-on;
- 2015-ben a Turizmus Magazin a legbefolyásosabb szakembernek választja a hazai turizmus területén, valamint azóta is minden évben szerepel a turizmus top 50 kiadványban, de a rangsorolást időközben megszüntették;
- 2015-ben a Világgazdaság magazin felkért szakértői a 9. legbefolyásosabb magyar üzletembernek választják a Top 100-as kiadványban;
- 2016-ban a Sziget Szervezőiroda VOLT Fesztivál nevű rendezvénye a „legjobb közepes méretű fesztivál” díjat nyerte az European Festival Awards-on, ahol a Sziget a „Best Line-up” díjat nyerte, amit 2018-ban újra elhozott;
- 2016-ban A Costes Downtown is megkapta a Michelin-csillagot, amit 2022-ig sikerrel megőrzött;
- 2016-ban a Playboy “Év Embere” szavazáson az év gasztro hősének Gerendai Károlyt választották;
- 2016 - 2018 Budapest Park elnyeri a Legjobb szabadtéri hely díjat a  BPNA-on;
- 2017-ben a fellépők kedvenc fesztiválja lett a Sziget, így az évek során az összes kategória díját elnyerte a European Festival Awards-on;
- 2017-ben A Turizmus Summit rendezvényen, egyedülálló módon, másodszor is megkapja a Pro Turismo Díjat (az elsőt 2004-ben kapta);
- 2017-2021 a Costes Csoport mindkét étterme a Dining Guide top 10 magyar éttermei között végzett;
- 2018-ban Menedzserek Országos Szövetsége Menedzserek a Társadalomért 2018 Különdíj kitüntetettje;
- 2019 A Dorsum Zrt 2. helyezett díjat nyert a KKT Top 100 díjátadón a “szolgáltatás” kategóriában;
- 2019 A Budapest Park elnyeri a Legjobb koncerthelyszín díjat  a  BPNA-on;
- 2020 a big 7 toplistáján Európa 8. legjobbjának választják a Digó pizzát;
- 2021-2022-2023 a Costes Csoport mindhárom étterme a Dining Guide értékelése szerint magyar top 12-be választották, azon belül is 2022-ben a Rumour étterem végzett az első helyen;
- 2022-ben Rácz Jenővel nyitott Rumour nevű étterme is megkapja a Michelin-csillagot;
- 2023-ban az 50 Top Pizza Europa 2023 kiadványban szerepel a Digó pizza;
- 2024-ben a Vibe Budapest megnyitásával új koncepciót vezet be a hazai gasztronómiai és szórakoztatóipari szektorba[25].